# Anna Polke
Anna Polke (* 1964 in Düsseldorf) ist eine deutsche Schauspielerin und Fotografin.

## Leben und Karriere
Anna Polke kam in Düsseldorf als Tochter des Malers und Fotografen Sigmar Polke (1941–2010) und dessen Frau Karin zur Welt. Sie wuchs in Berlin auf und wurde an der Hochschule für Musik und Darstellende Kunst in Hamburg zur Schauspielerin ausgebildet. Erste Engagements führten sie an das Hamburger Schauspielhaus und an das Staatstheater Darmstadt. 
Ihr Fernsehdebüt gab Polke 1989 in der sechsteiligen Jugendserie Petticoat – Geschichten aus den Fünfzigern, in der sie ihr komödiantisches Talent unter Beweis stellen konnte. Seit 1992 ist sie festes Ensemblemitglied des Theaters Oberhausen, wo sie in bekannten Stücken wie Wer hat Angst vor Virginia Woolf? und Geschichten aus dem Wiener Wald zu sehen war. Daneben ist die gebürtige Düsseldorferin auch als Fotografin tätig.
2018 gründete sie die Anna-Polke-Stiftung zur wissenschaftlichen Erforschung des Lebenswerkes ihres Vaters Sigmar Polke. Ihr vier Jahre älterer Bruder Georg ist als freischaffender Künstler tätig.

## Filmografie
- 1989: Petticoat – Geschichten aus den Fünfzigern (Miniserie)
- 2002: Der Tod ist kein Beinbruch (Fernsehserie) – Folge: Der Fluch
- 2004: Die andere Frau (Fernsehfilm)
- 2021: Das Massaker von Anröchte, Regie: Hannah Dörr